# Puerto-Rico-Schlanknatter
Die Puerto-Rico-Schlanknatter (Borikenophis portoricensis, Syn.: Alsophis portoricensis) ist eine Vertreterin der Familie der Nattern.

## Beschreibung
Die Puerto-Rico-Schlanknatter erreicht eine Länge von 93 Zentimetern. Die Rückenschuppen sind braun mit dunkelbraunen Rändern. Der Kopf ist nicht markiert. Die Kehle ist entweder unmarkiert oder mit dunklen Punkten bedeckt. Die Bauchschuppen sind hell mit dunkelbraunen Rändern.

## Vorkommen
Das Verbreitungsgebiet erstreckt sich von Puerto Rico über die Amerikanischen Jungferninseln bis zu den Britischen Jungferninseln.

## Lebensweise
Die Puerto-Rico-Schlanknatter ist tagaktiv und geht sowohl auf Bäumen als auch am Boden auf Nahrungssuche. Sie ernährt sich von Anolis-Echsen sowie von Geckos, kleinen Leguanen und Fröschen. Sie ist an trockene Lebensräume angepasst und aalt sich während der heißen Tageszeit in der Sonne. Zwischen März und Mai legt das Weibchen bis zu elf Eier.
Wenn die Puerto-Rico-Schlanknatter angegriffen wird, richtet sie sich auf und verbreitert, ähnlich einer Kobra, ihren Hals zu einer flachen Scheibe. Ihr Gift verursacht beim Menschen Schmerzen, Schwellungen und Hautverfärbungen.

## Status
Die Puerto-Rico-Schlanknatter ist im größten Bereich ihres Verbreitungsgebietes häufig. Auf Saint Thomas in den Amerikanischen Jungferninseln ist sie ausgestorben. Jedoch ist sie in jüngster Zeit auf der südlich von Saint Thomas gelegenen Insel Water Island und auf einigen Cays nachgewiesen worden. Auf Saint John ist sie extrem selten.